# NGC 61B
NGC 61B (NGC 61-2) je lećasta galaktika u zviježđu Kitu. 

## Vanjske poveznice
- (engl.) SEDS: NGC 61
- (engl.) Hartmut Frommert: Revidirani Novi opći katalog
- (engl.) Izvangalaktička baza podataka NASA-e i IPAC-a
- (engl.) Astronomska baza podataka SIMBAD
- (engl.) VizieR
- DSS-ova slika NGC 61
- (engl.) Auke Slotegraaf: NGC 61 Deep Sky Observer's Companion
- (engl.) NGC 61[neaktivna poveznica] DSO-tražilica
- (engl.) Courtney Seligman: Objekti Novog općeg kataloga: NGC 50 - 99